# Tatra 600 Tatraplan
Tatra 600 Tatraplan — легковий автомобіль, що виготовлявся у Чехословаччині протягом 1948—1952 рр.

## Історія

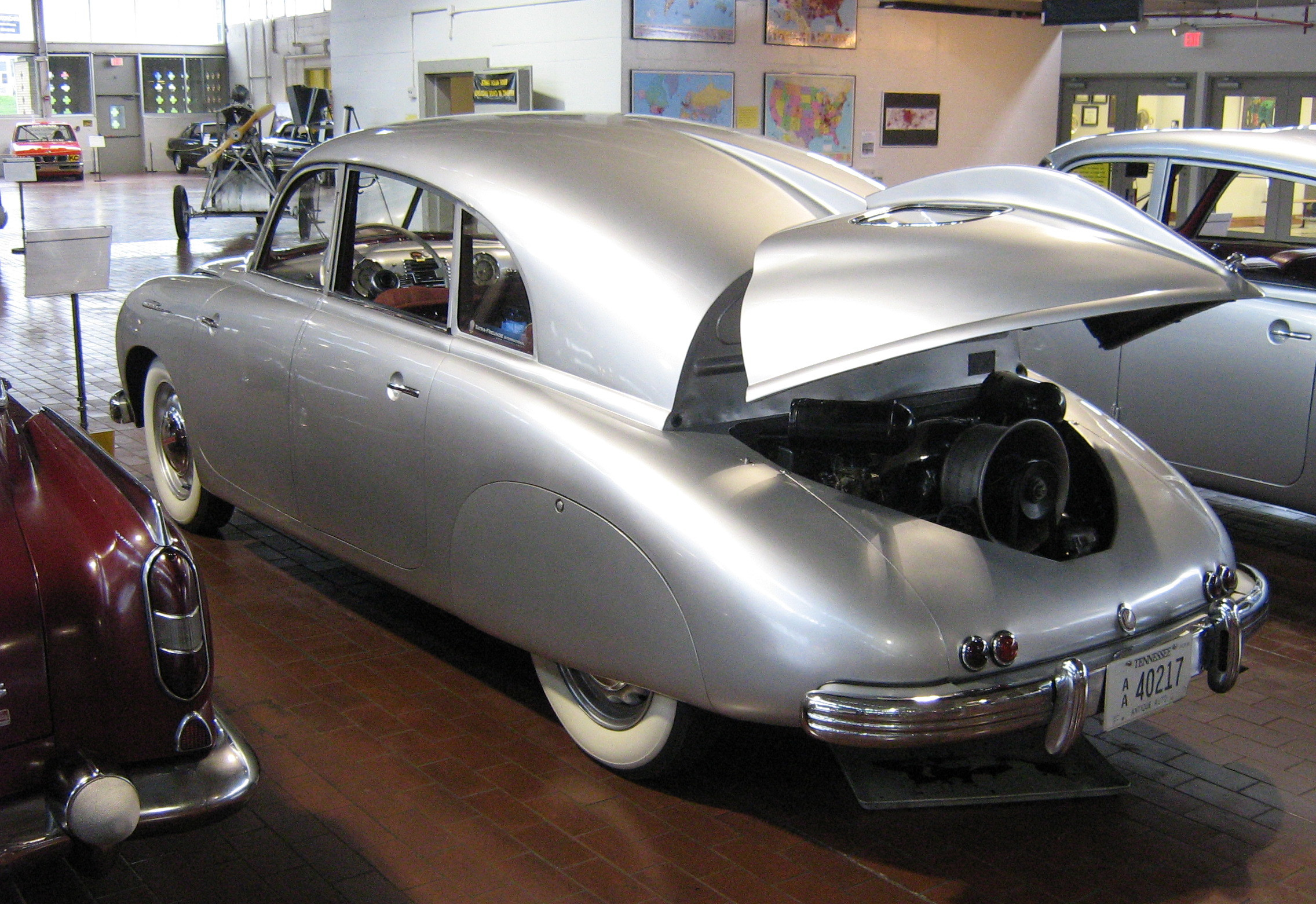
Tatra T600 Tatraplan

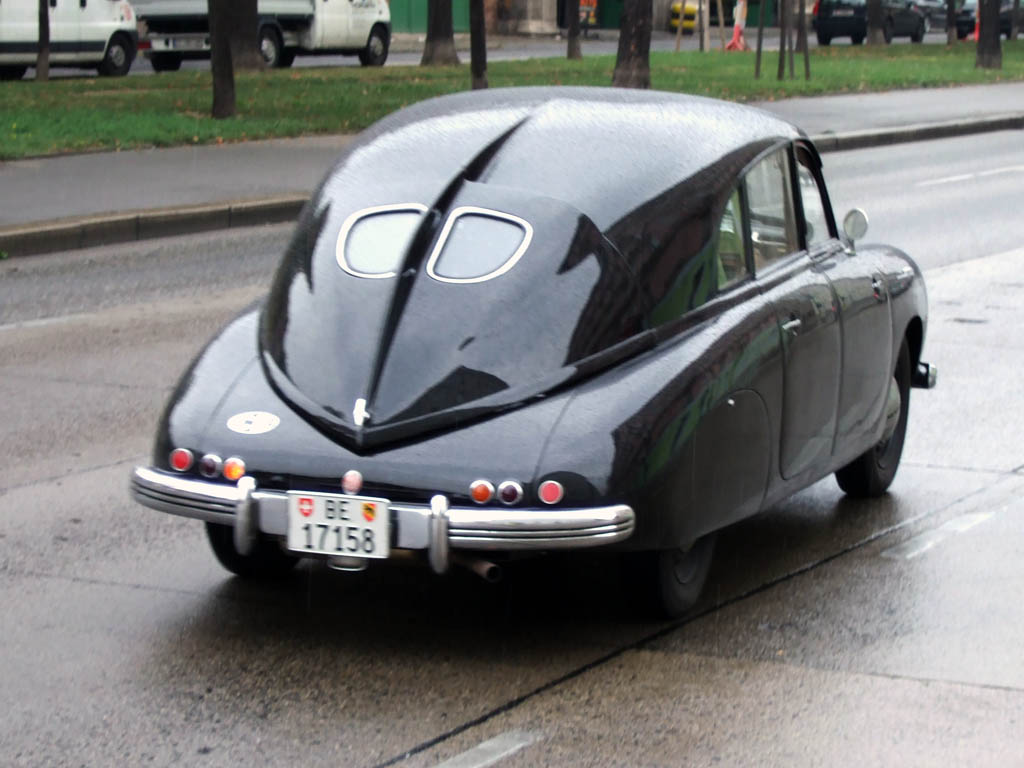
Tatra T600 Tatraplan

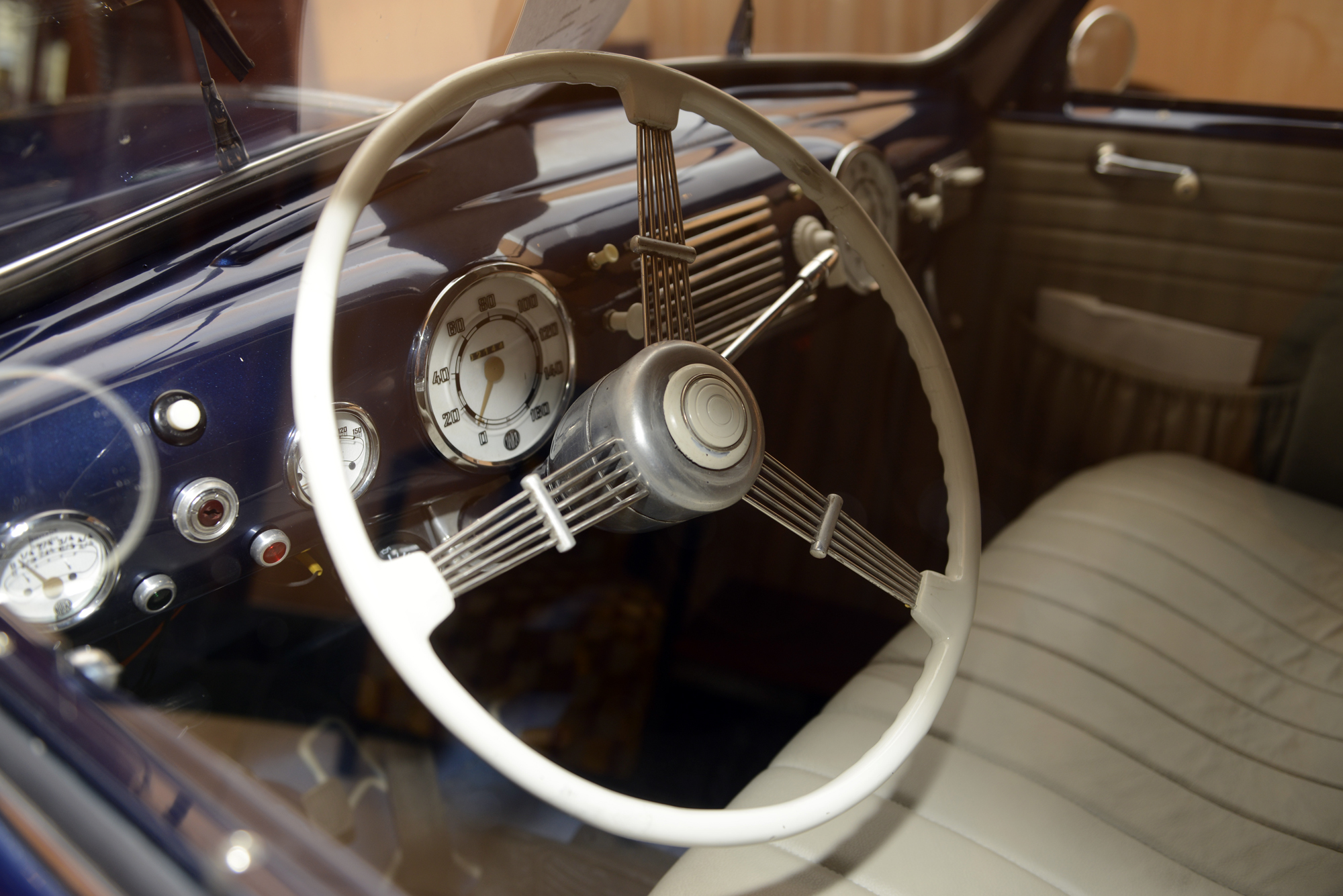

Націоналізований у кінці 1945 р. завод «Татра» продовжував виробництво довоєнної моделі Tatra 87.
Автомобіль відрізнявся значною вартістю, яка у повоєнний час суттєво знизила на нього попит. Тож постало питання щодо створення нової та дешевшої моделі.
До того часу на підприємстві сформувалась команда інженерів, що наслідувала запропоновану Гансом Ледвінкою концепцію задньомоторних автомобілів з аеродинамічними кузовами.
У грудні 1946 р. був побудований перший прототип — Tatra 107, схожий на зменшену Tatra 87. Тож для пошуку нових варіантів зовнішнього вигляду на початку 1947 р. був виконаний макет у натуральну величину.
Другий дослідний зразок «Татри 107» був створений у березні 1947 р. Остаточний зовнішній вигляд передньої частини відпрацювали на дослідному зразку Tatra 2-107, запропонованому дизайнером Франтішеком Кардаусом.
Незважаючи на намагання інженерів дослідні зразки «Татри 107» мали серйозні недоліки. Через неправильно сконструйовану задню підвіску під час руху автомобіль поводив себе нестабільно, а невдала система повітрезабірників охолодження перегрівала двигун. Запускатись у виробництво такий автомобіль не міг, а допрацювання вимагало часу.
Крім того на автомобіль покладало надії тодішнє чехословацьке правління. В цей час правління Національного фронту оголосило «Будівничу програму» з детальними директивами для першого дворічного плану відновлення економіки. В честь цього плану автомобіль хотіли назвати «Автоплан», однак у кінці 1947 р. зареєстрували іншу назву — Tatraplan (телескопія з Tatra та Plan).
Для реалізації такого важливого проекту конструктори вирішили звернутись за допомогою до Ганса Ледвінки, який тоді був у в'язниці в Нові-Їчині. Видатний конструктор, що за час війни займав пост технічного директора «Татри», звинувачувався у співпраці з нацистами, хоча своєї вини не визнавав.
Вночі 1 травня 1947 р. тюремну камеру Ледвінки відвідали Йозеф Халупа, що відповідав за розробку кузова нового автомобіля, та Владимир Попелар, що очолював проект. Ганс Ледвінка згодився допомогти, й співпраця прийняла форму постійних консультацій. Завдяки його втручанню був зроблений ряд вагомих вдосконалень.
Прем'єра автомобіля Tatra 2-107 відбулася на автосалоні у Празі 18-28 жовтня 1947 р. А до кінця року автомобіль став називатись Tatra 600 Tatraplan.
Офіційно виробництво розпочалось 24 червня 1948 р., але до кінця року автомобілі збирали практично вручну — вдалось виготовити тільки 90 екземплярів. Тільки з 1949 р. машина стала дійсно серійною — щодня стали збирати по 10 автомобілів.
На початку 1950-их рр. міністр важкої промисловості Чехословаччини Густав Климент вирішив, що завод Tatra повинен спеціалізуватися на виробництві вантажних автомобілів, а Škoda легкових. Тож з середини 1951 р. виробництво «Татри 600» мало перейти на AZNP Škoda. Останній автомобіль у Копрживніце виготовили 25 травня 1951 р. На заводі «Шкода» виробництво тривало недовго — з серпня 1951 р. по травень 1952 р.
| Виробник          | Tatra | Tatra | Tatra | Tatra | Tatra | AZNP Škoda | AZNP Škoda |
| ----------------- | ----- | ----- | ----- | ----- | ----- | ---------- | ---------- |
| Рік               | 1947  | 1948  | 1949  | 1950  | 1951  | 1951       | 1952       |
| Виготовлено, авт. | 7     | 90    | 1506  | 2025  | 614   | 236        | 1864       |
| Всього, авт.      | 4242  | 4242  | 4242  | 4242  | 4242  | 2100       | 2100       |

Загалом, на обидвох заводах виготовили 6342 автомобілів.
Tatra 600 Tatraplan експортувалась до 28 країн. Однак після перенесення виробництва автомобілів на завод «Шкода» якість їх збирання різко впала, що відразу відобразилось на об'ємах експорту. Імовірно, саме відсутність закордонних замовлень стала причиною швидкого згортання виробництва.
| Країна          | Австрія | КНР | ФРН | Швеція | Канада | Бельгія | Швейцарія | Угорщина | СРСР | Польща | Югославія | Нідерланди | НДР | Єгипет | Марокко | Албанія | Румунія | Португалія |
| --------------- | ------- | --- | --- | ------ | ------ | ------- | --------- | -------- | ---- | ------ | --------- | ---------- | --- | ------ | ------- | ------- | ------- | ---------- |
| Кількість, авт. | 435     | 200 | 195 | 184    | 168    | 167     | 153       | 146      | 126  | 97     | 97        | 60         | 46  | 45     | 29      | 20      | 17      | 1          |

У Чехословаччині «Татраплани» не продавались у приватні руки, а переважно розподілялись по різним міністерствам, відомствам, органам безпеки.

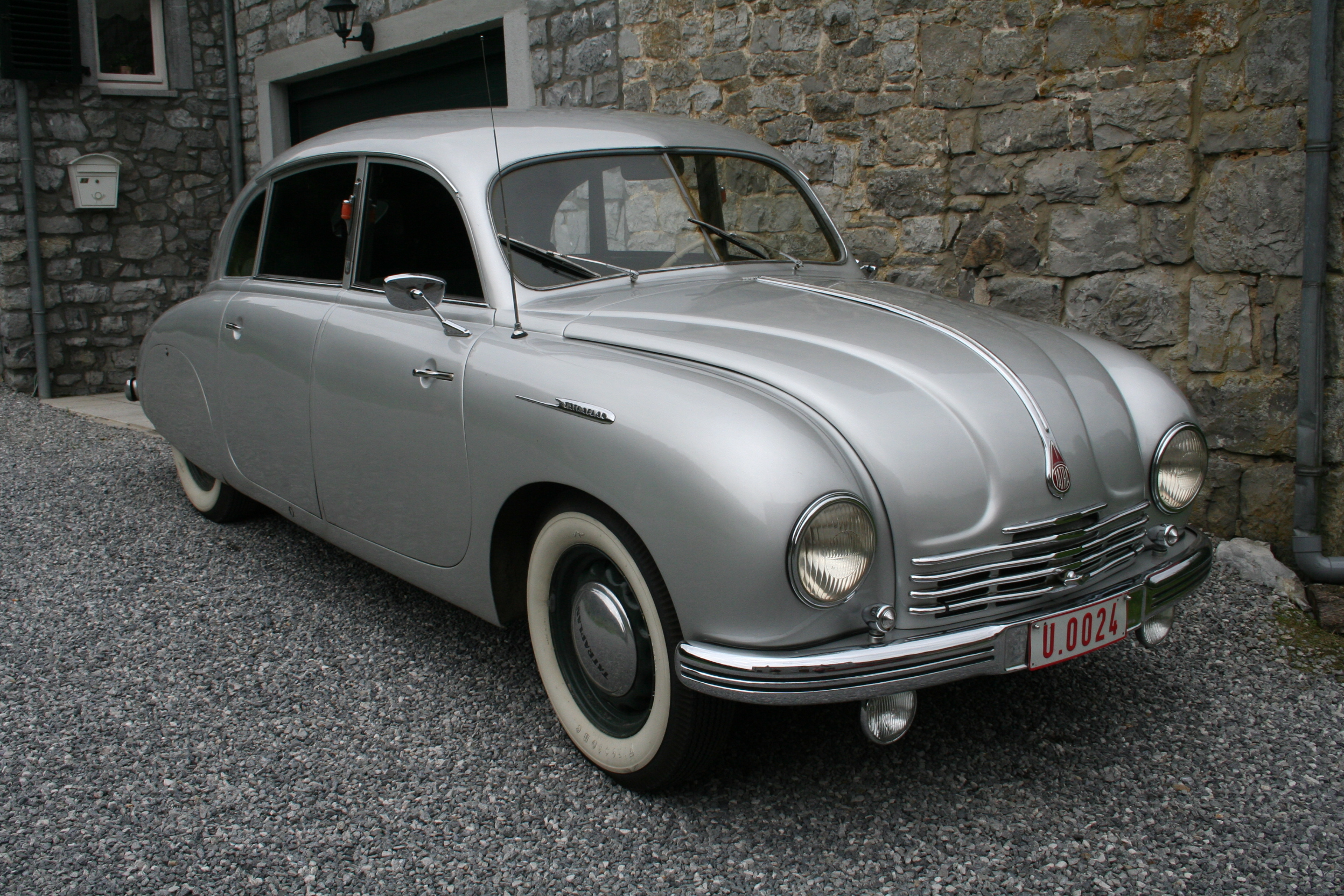
Tatra 600 Tatraplan

Спочатку вартість автомобілів оцінювалась у 130 тис. чехословацьких крон (близько $2600 у 1948 р.), але невдовзі зросла до 140 тис. Kčs (близько $2800). Примітно, що машини для внутрішнього ринку фарбувались переважно у чорний колір, а експортні — у срібний металік. Однак кольорова палітра була набагато ширшою: світло голубий, темно-синій, світло-зелений, зелений, темно-зелений, червоний, темно-червоний, бежевий, сірий, слонової кістки, світло-коричневий, синій металік, світло-голубий металік, зелений металік, червоний металік.
У 1965 р. по території СРСР відбувся експедиційний пробіг «Татри 600». Маршрут пролягав із чеського міста Ґотвальдов (сьогодні Злін), через Ужгород, Мукачево, Львів, Рівне, Київ, Полтаву, Харків, Ростов-на-Дону, Орджонікідзе, Ставрополь та П'ятигорськ. Далі через грузинське село Гудаурі у Тбілісі, Батумі, Сухумі, Гагру та Сочі. З Сочі у Ялту, Одесу, Київ, Ужгород й назад у Чехословаччину. Подорож тривала місяць. Найвищою точкою маршруту розташовувалась на висоті 2400 м над рівнем моря, при цьому машині довелось їхати 207 км по гірському серпантину, тільки на другій передачі. Екіпаж автомобіля пройшов увесь маршрут (більше 10 тис. км) без жодної поломки чи аварії.

## Модифікації

### Tatra 600 Kabriolet

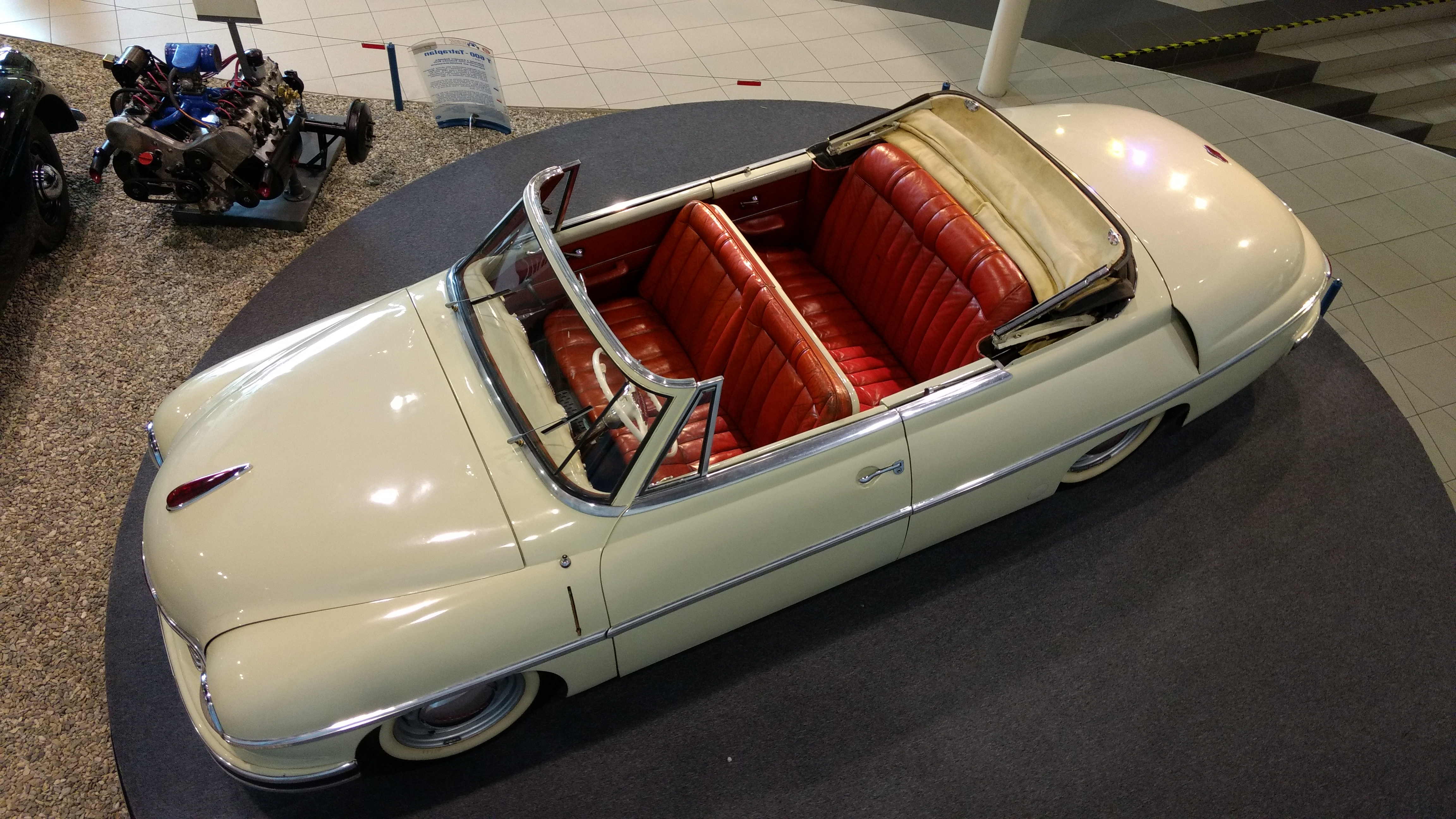
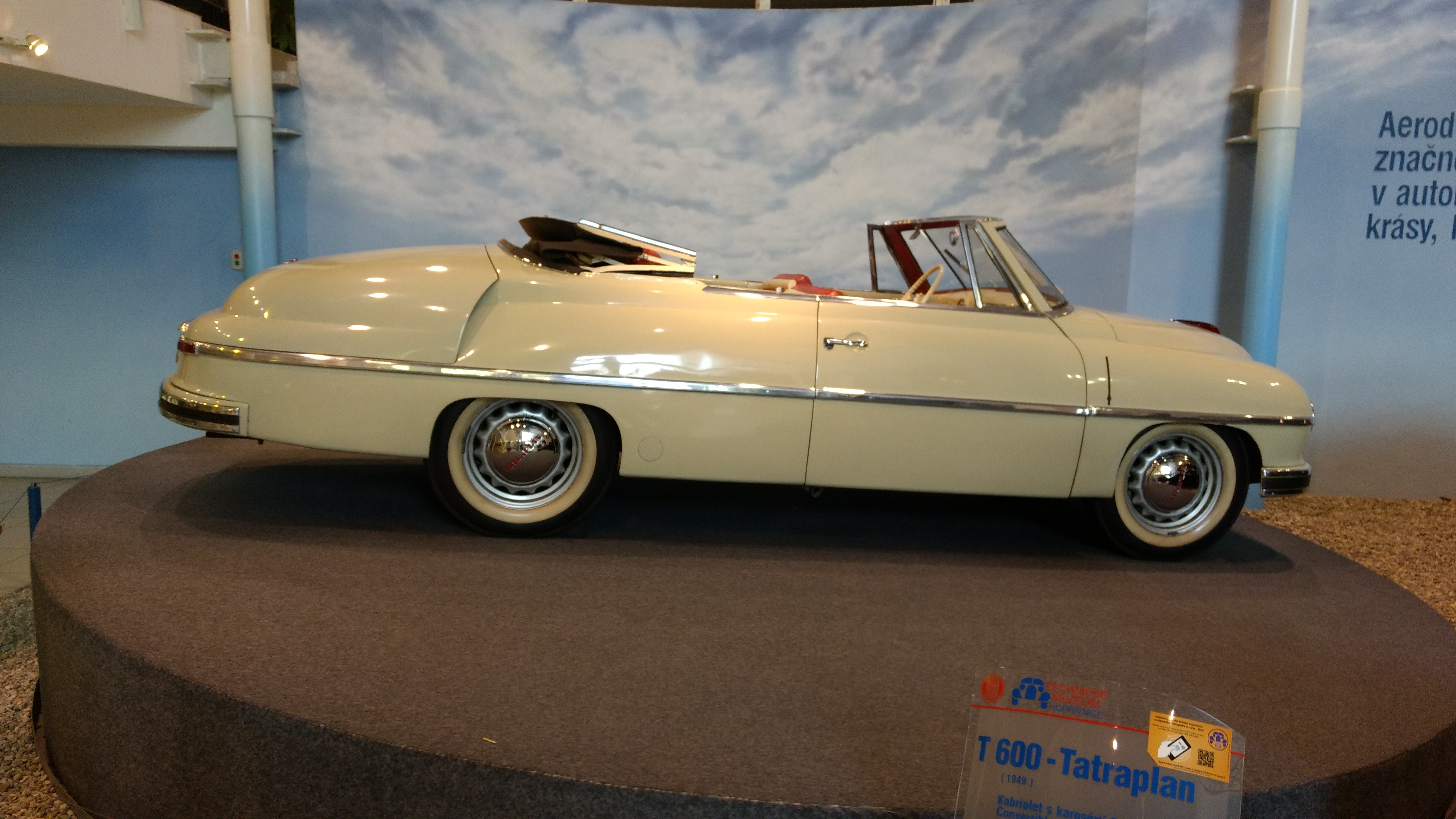
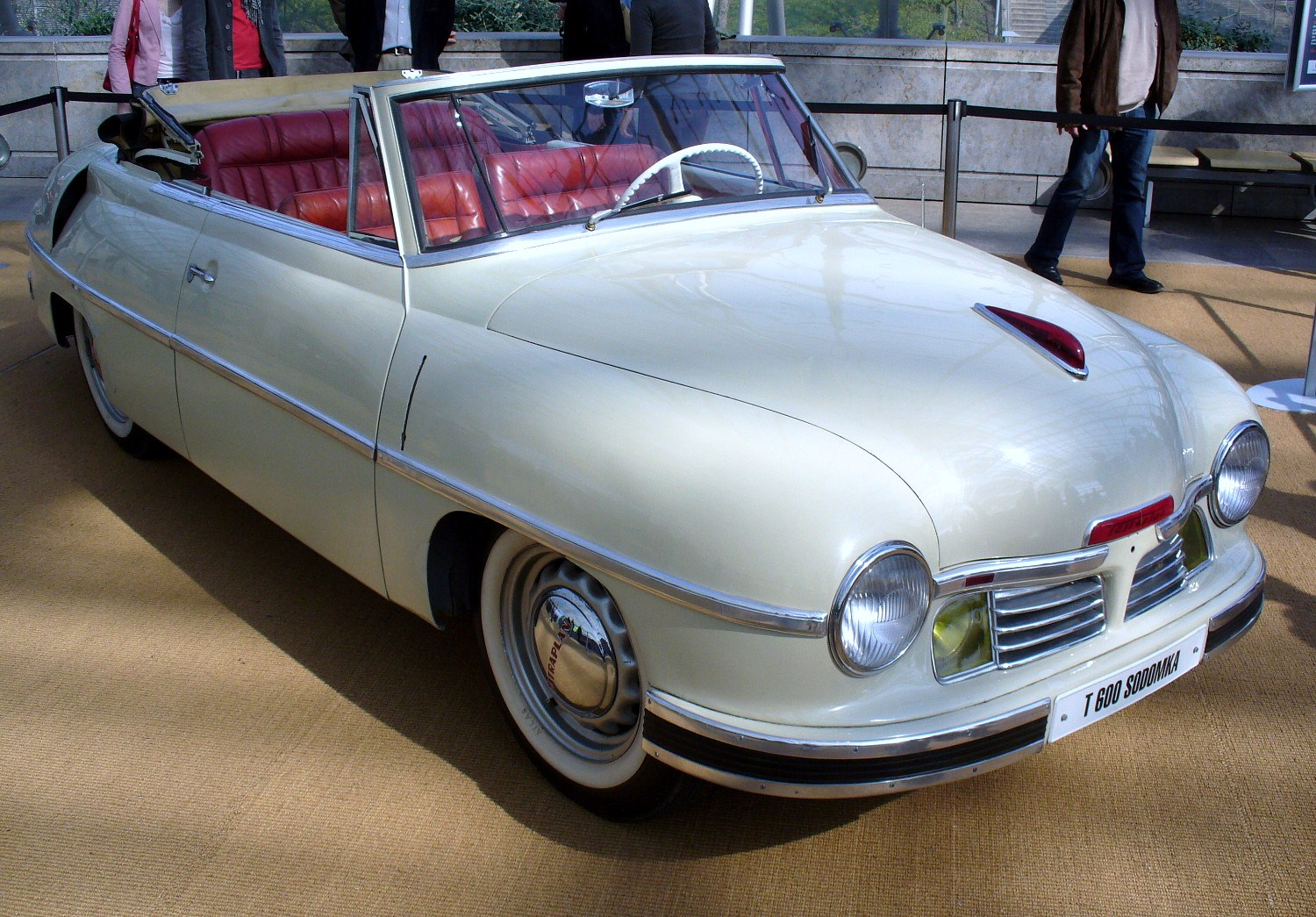
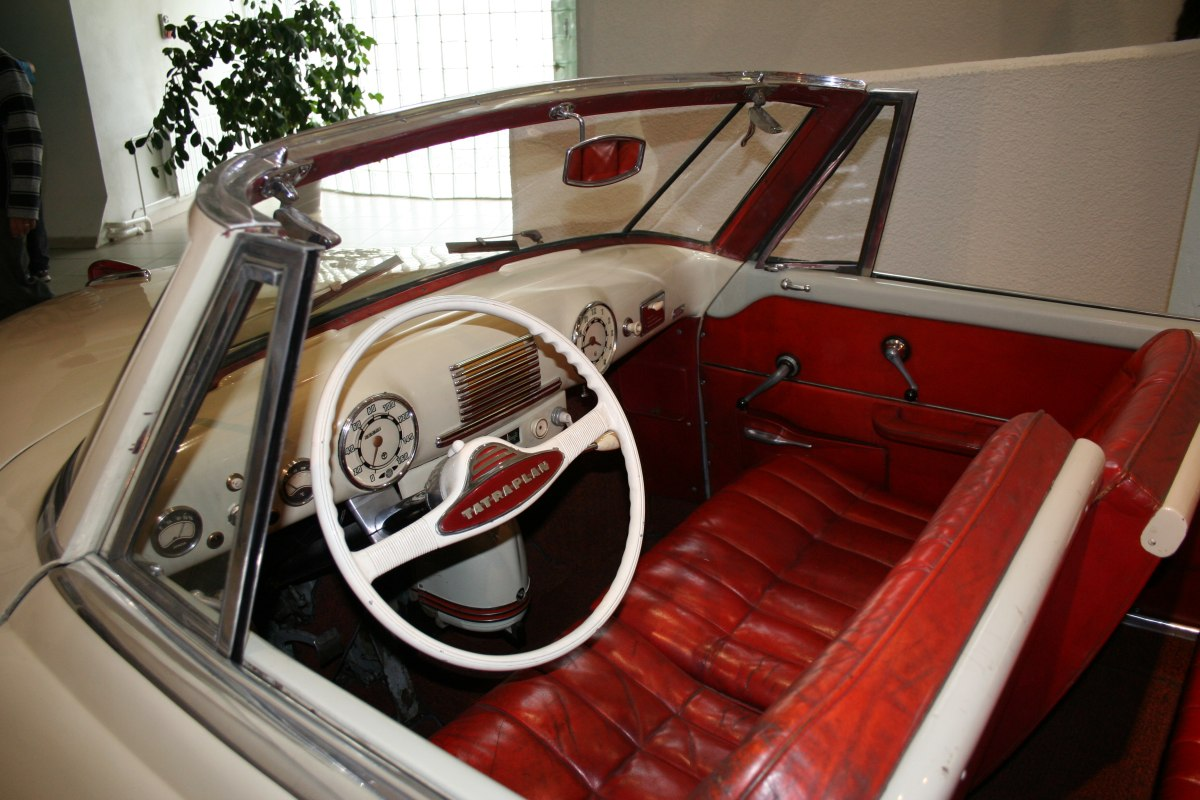
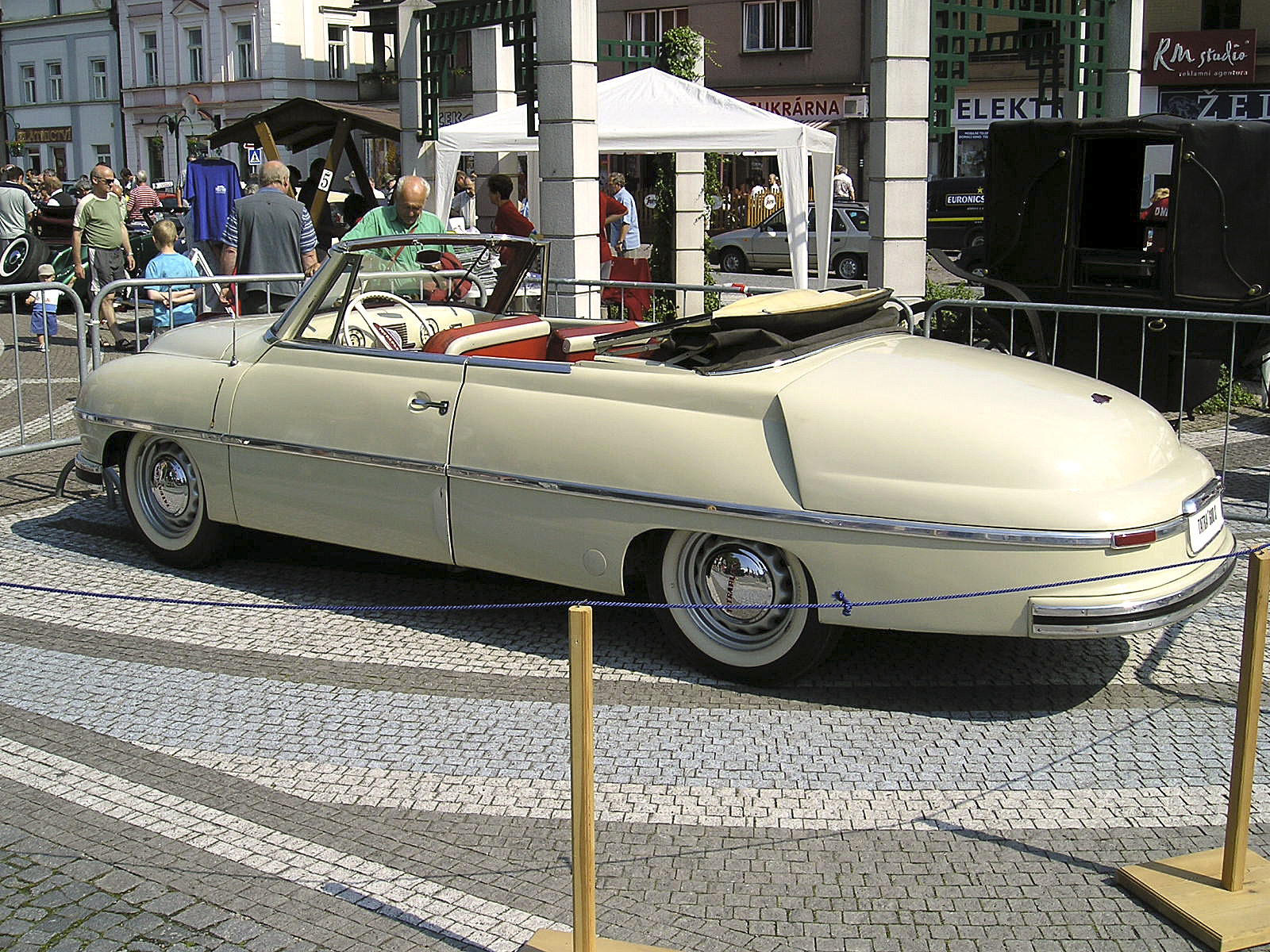

У 1949 р. кузовна майстерня Sodomka, що після війни була націоналізована та стала частиною підприємства Karosa, на базі «Татраплану» виготовила 2-дверний кабріолет. Автомобіль, як і ще 2 інших, мав стати подарунком Чехословаччини до 70 річчя Й. В. Сталіна. Створення кабріолета на базі задньомоторного автомобіля було відносно складним — відсутність даху вимагала серйозного підсилення днища. Конструктор Йозеф Ржиха створив зовсім нове заднє оперення з плоским капотом та повітрезабірниками на задніх крилах. У передній частині змінилась форма капота (кришки багажника), решітки, з'явились протитуманні фари. Весь кузов покривався кількома шарами нітроемалі кольору слонової кістки з ручним шліфуванням проміжних шарів. Двері та сидіння були оббиті натуральною шкірою червоного кольору. Спеціально для цього кабріолета фірма Tesla виготовила багатодіапазонний радіоприймач, недоступний за ціною звичайним користувачам.
Прем'єра кабріолета відбулась влітку 1949 р. на національній автомобільній виставці у Празі. Після цього автомобіль потрапив у Женеву: на черговому міжнародному автосалоні він відкривав експозицію Чехословаччини. У Женеві кабріолет зайняв друге місце у номінації «Елегантність».
Спочатку урочиста передача автомобіля представникам СРСР відбулася у Празі 7 жовтня 1949 р. Після цього кабріолет розібрали й на спеціальному поїзді відправили у Москву. А 22 грудня 1949 р. прем'єр міністр Чехословаччини Антонін Запотоцький передав «Татраплан» представникам радянського ювілейного комітету. Після урочистостей машини експонувалася у залах Політехнічного музею до 1955 р., серед іншої техніки, що призначалася Сталіну. Потім її передали у систему охорони здоров'я, де вона довгий час працювала як черговий автомобіль в одній з районних лікарень Грузії.
На початку 1970-х автомобілем зацікавився Мирослав Губеняк, представник Tatra у Москві. Йому довелось докласти немало зусиль, щоб обміняти кабріолет «Татраплан» та «Татру 603». Невдовзі у 1979 р. (через 30 років після створення) автомобіль потрапив назад у Чехословаччину, де був відреставрований та до сьогодні експонується у музеї «Татри» у Копрживніце.

### Tatra 201
У 1949 р. на базі Tatra 600 Tatraplan припускалось створення комерційних варіантів для заміни фургонів на базі Tatra 57b. Задньомоторне компонування затрудняло створення подібних модифікацій, тож Tatra 201 мала традиційну вилчасто-хребтову раму, розміщений спереду двигун та новий кузов уніфікований з «Татрапланом». Спочатку такий автомобіль був виконаний у кузовній майстерні Sodomka (Tatra 201 ambulance), а пізніше з'явився пікап Dakota.

### Tatra 600D Tatraplan
Серійні автомобілі мали виключно бензинові двигуни, однак існували кілька (2 чи 3) дослідні зразки з дизельними. Перший автомобіль (з дизелем V913) з’явився через два роки після початку серійного виготовлення «Татраплану» (1950 р.).

### Tatra 601 Tatraplan Monte Carlo
У 1949 р. було виготовлено спортивний варіант з легким алюмінієвим дводверним кузовом, спеціально для участі у ралі Монте-Карло. На старт автомобіль вийшов у першому післявоєнному ралі Internationale Österreichische Alpenfahrt, що проводилося у Австрії з 1910 р. Tatra 601 була у складі заводської команди з чотирьох автомобілів.
За результатами ралі (1056 км) автомобілі «Татра» зайняли перші чотири місця серед 22 автомобілів, що вийшли на старт у туристичному класі з об'ємом двигуна до 2000 см³. А «Татра 601» з екіпажем Karel Vrdlovec/Vladimir Formanek стала володарем «Кубку альп».
Окрім участі у змаганнях, «Татру 601» використовували для випробування двигунів з повітряним охолодженням — від серійних 4-циліндрових (1952 см куб) до V-подібних (дослідний зразок для Tatra 603A: 2545 см³, потужністю 70 кВт при 5000 хв-1). З останнім автомобіль міг сягати 170 км/год.
На сьогоднішній день автомобіль є експонатом заводського музею «Татри» у Копрживніце.

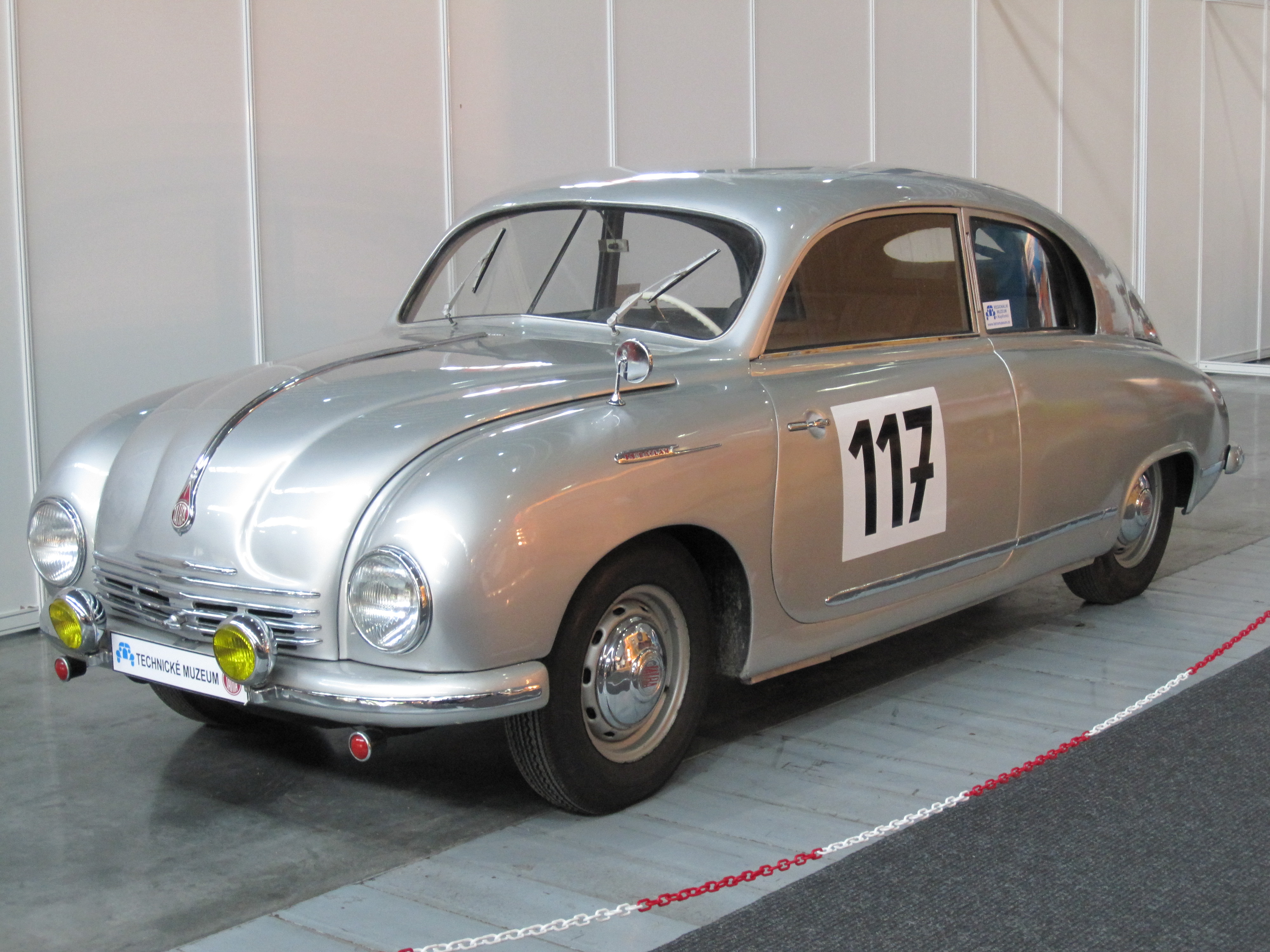
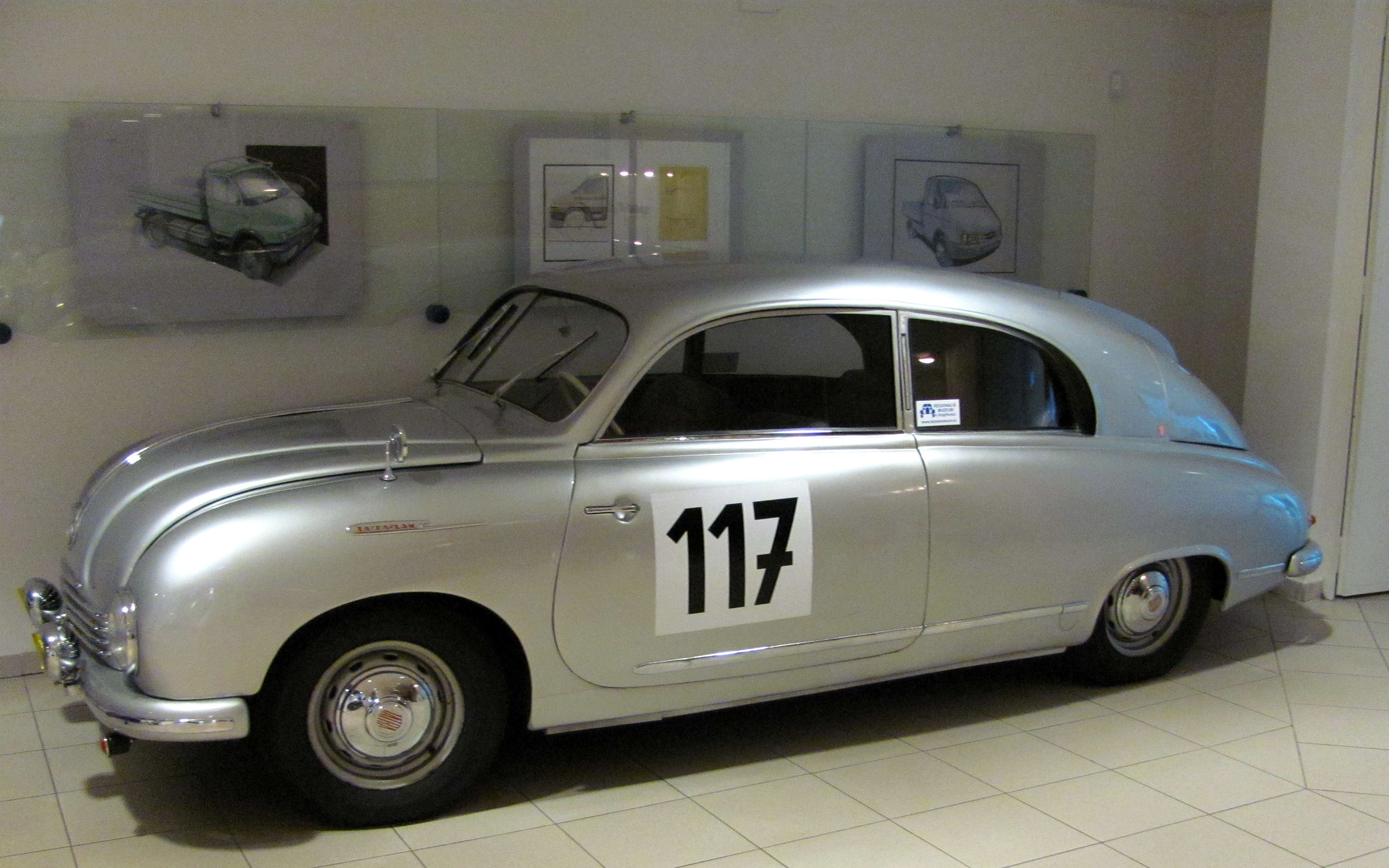
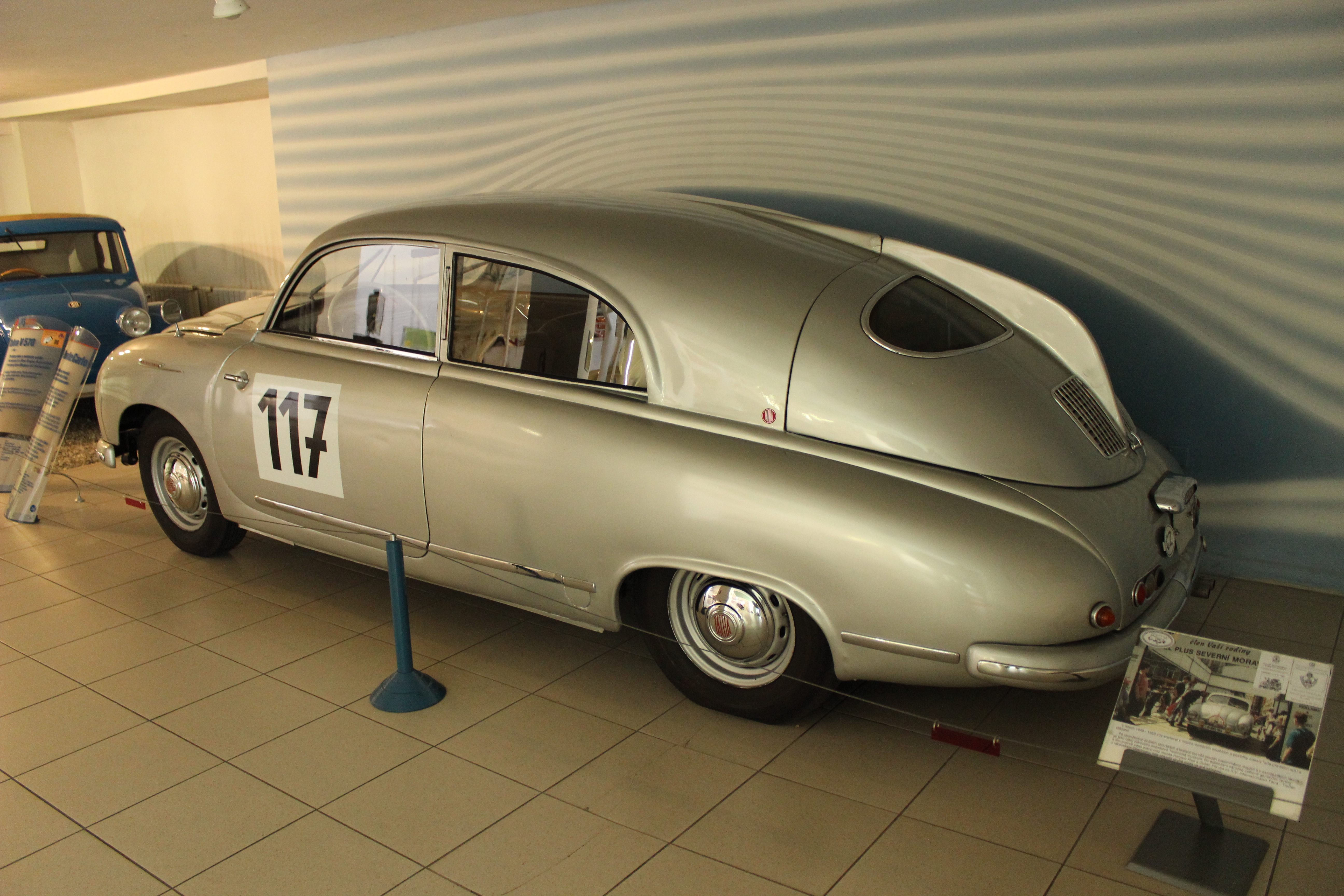
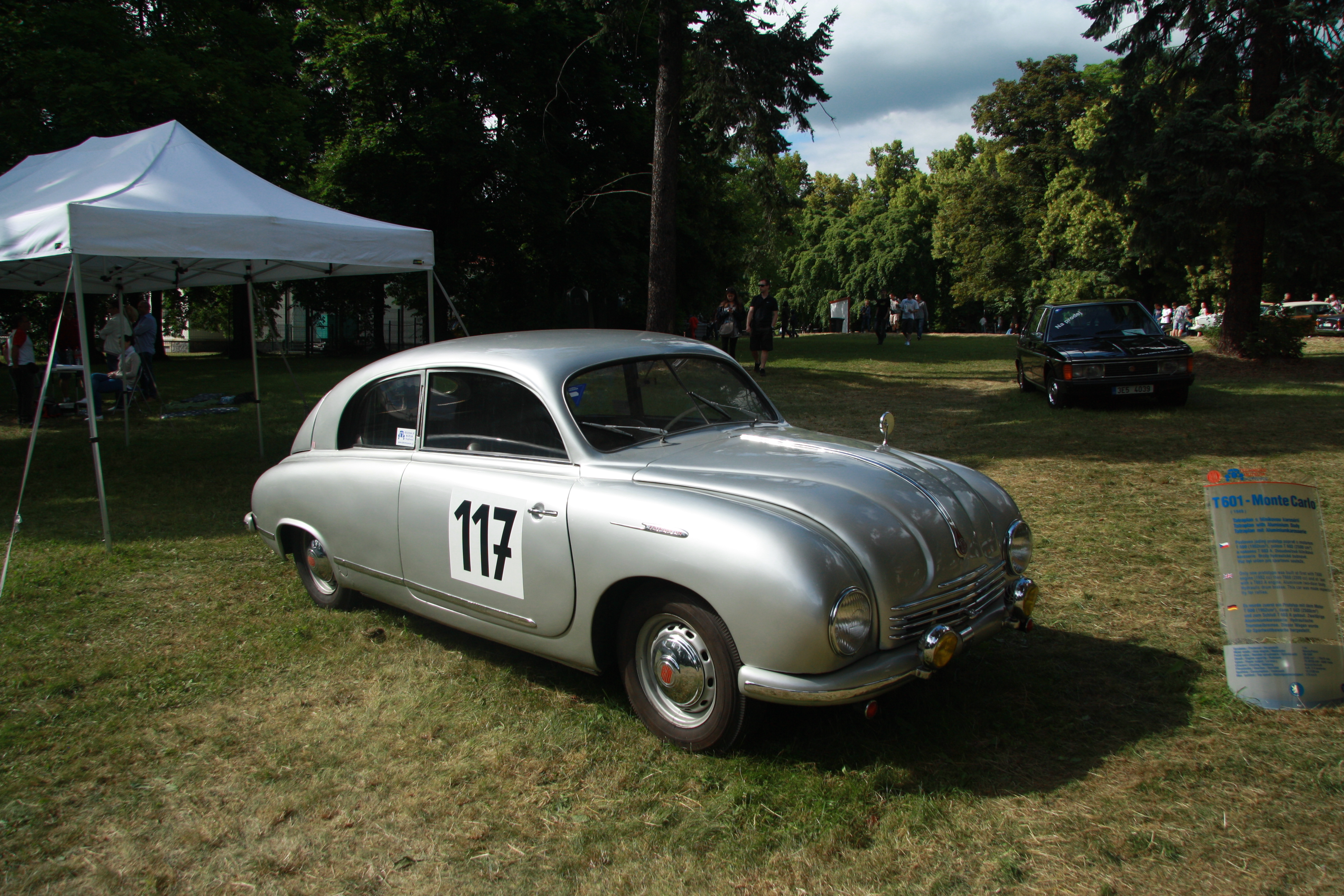